# Jordbävningen i Asjchabad 1948
Jordbävningen i Asjchabad 1948 var en jordbävning som uppmätte magnituden 7,3 Mw som inträffade den 6 oktober 1948 nära Asjchabad, Turkmenistan (då Sovjetunionen).
Jordbävningen är den hittills sjätte dödligaste jordbävningen i modern tid, och den trettonde dödligaste över huvud taget. På grund av censur från den turkmeniska regeringen rapporterades det föga om händelsen i sovjetiska medier. Forskare lutar åt att hålla med om att ett förbud mot offentliggörande av jordbävningens omfattning, dödsoffer och skador medverkade till att den sovjetiska regeringen inte avsatte tillräckliga ekonomiska resurser för att adekvat kunna svara på katastrofen. Amiral Ellis M. Zacharias, tidigare ställföreträdande chef för US Navys underrättelsetjänst, visar på hans radio två hemliga meddelanden (den 12 december 1948 och den 26 september 1949), som påstod att orsaken till jordbävningen var att Sovjetunionen provsprängde atombomber.

## Detaljer
Jordbävningen bröt ut klockan 2:17 på morgonen den 6 oktober 1948. Dess epicentrum lokaliserades till nära byn Gara-Gaudan, 25 kilometer sydväst om Asjchabad. Jordbävningen orsakade extrema skador i Asjchabad och närliggande byar, där nästan samtliga tegelbyggnader kollapsade, betongstrukturer skadades kraftigt och frakttåg spårade ur. Skador och dödsoffer rapporterades även så långt bort som i byn Darreh Gaz i Iran. Ytsprickor observerades nordväst och sydöst om Asjchabad. Olika mediala källor ger olika bild av antalet offer, som varierar mellan 10 000 och 176 000. Ett pressmeddelande den 9 december 1988 meddelade att den korrekta dödssiffran var 110 000, vilket motsvarade 10 procent av Turkmenska SSRs befolkning vid den tiden. En rapport från år 2007 utfärdad av Turkmenistans statliga nyhetsbyrå angav ett totalt antal på 176 000 döda.
Enligt memoarer skrivna av överlevande var stadsinfrastrukturen svårt skadad, med undantag för vattenledningar. Elektriciteten återställdes sex dagar efter jordbävningen. Järnvägsstationen började fungera efter tre dagar.
Nödhjälp till offer, såväl som grundläggande behov och infrastruktur tillhandahölls av Röda Armén.
Bland jordbävningens dödsoffer fanns Turkmenistans blivande president Saparmurat Nijazovs mor (hans far dog under andra världskriget) och resten av Nijazovs familj, vilket lämnade honom föräldralös.

### Fotnoter
1. ↑  ”Top 10 Deadliest Earthquakes”. Time. 13 januari 2010. Arkiverad från originalet den 17 augusti 2013. https://web.archive.org/web/20130817125158/http://www.time.com/time/specials/packages/article/0,28804,1953425_1953424_1953487,00.html. Läst 20 mars 2011. (engelska)
2. ↑  ”Earthquakes with 50,000 or More Deaths - Most Destructive Known Earthquakes on Record in the World”. USGS. Arkiverad från originalet den 2 november 2009. https://web.archive.org/web/20091102112417/http://earthquake.usgs.gov/earthquakes/world/most_destructive.php. (engelska)
3. ↑  ”Today, the people of Turkmenistan mourn for those perished in the 1948 Ashgabat earthquake”. Turkmenistan.gov.tm. 6 oktober 2007. Arkiverad från originalet den 6 april 2009. https://web.archive.org/web/20090406122236/http://turkmenistan.gov.tm/_eng/2007/10/06/today_the_people_of_turkmenistan_mourn_for_those_perished_in_the_1948_ashgabat_earthquake.html. (engelska)
4. ↑  Cummings, Sally N. Power and Change in Central Asia, s.118. Routledge (2002), ISBN 0-415-25585-6.